# Popolarità del K-pop all'estero
Il K-pop, un genere musicale nato in Corea del Sud, ha conosciuto nel corso degli anni un ampio successo all'estero, grazie anche all'avvento delle reti sociali.

## Asia orientale

### Giappone
In seguito al ritiro, nei tardi anni Novanta, delle sanzioni imposte durante la Seconda guerra mondiale agli scambi commerciali tra Corea e Giappone, il girl group S.E.S fu il primo artista sudcoreano a debuttare in Giappone nel 1998, pubblicando il primo album per il mercato nipponico Reach Out nel 1999. La cantante BoA seguì delle lezioni di giapponese durante il periodo da apprendista e, quando esordì nell'arcipelago nel 2002, il fatto che fosse coreana venne ritenuto trascurabile, e il suo stile musicale, unito alla padronanza della lingua, la portarono ad essere considerata parte della scena J-pop. Il suo primo album giapponese Listen to My Heart del 2002 fu il primo disco di un cantante coreano a figurare al primo posto nella classifica Oricon e ad essere certificato dalla RIAJ per aver venduto un milione di copie. Da allora, BoA ha pubblicato altri dischi in giapponese, tutti posizionatisi in vetta alle classifiche.
In seguito al successo giapponese di BoA, i TVXQ debuttarono in Giappone nel 2005. Nel 2008 il loro sedicesimo singolo giapponese Purple Line raggiunse la vetta delle classifiche, rendendoli il primo gruppo maschile coreano a posizionarsi al primo posto in Giappone. Nel 2018 i loro concerti nell'arcipelago furono frequentati da oltre 1,2 milioni di persone, un numero superiore rispetto a quello della popolare band giapponese B'z. Sulla spinta della hallyu, il mercato giapponese vide poi un afflusso di cantanti K-pop come SS501, Shinee, Super Junior, Big Bang, Kara e Girls' Generation. Nel 2011 le vendite degli artisti K-pop erano aumentate del 22,3% rispetto all'anno precedente, e alcuni coreani figurarono nella top 10 degli artisti più venduti in Giappone durante quell'anno. Nel 2019 i BTS furono i primi stranieri a ricevere la certificazione Million per un singolo in Giappone, con Lights/Boy with Luv.
Giovani giapponesi si sono trasferiti in Corea per diventare star K-pop, debuttando in gruppi di successo come le Twice e le Iz One.

### Cina
Gli anni Novanta videro l'ascesa del K-pop in Cina attraverso gruppi come gli HOT e i Sechs Kies, che generarono investimenti cinesi nell'industria dell'intrattenimento coreana. Da allora gli artisti K-pop hanno riscosso un considerevole successo in Cina: nel 2005 Rain tenne un concerto a Pechino con 40.000 persone. Nel 2010, le Wonder Girls vinsero il premio per le vendite digitali più alte per un artista straniero, con oltre 5 milioni di download, ai China Mobile Wireless Music Awards. La Cina ha trovato nel K-pop un investimento redditizio: secondo la Direttrice delle Comunicazioni per l'Istituto Economico Coreano in America, le vendite di uno shampoo crebbero del 630% dopo che venne pubblicizzato dai Super Junior durante un reality show cinese. Il Paese è diventato il principale mercato in cui vengono esportati i prodotti dell'industria sudcoreana dell'intrattenimento. La popolarità del K-pop ha anche portato la compagnia cinese di e-commerce Alibaba a comprare, nel 2016, azioni della SM Entertainment per $30 milioni allo scopo di espandersi nel settore della musica online. Agli inizi del 2017, la Cina rappresentava dall'8 al 20% delle vendite totali delle maggiori compagnie d'intrattenimento coreane. Le loro omologhe cinesi si sono a volte fatte carico della parziale gestione di gruppi coreani o di rappresentare gruppi contenenti membri cinesi.

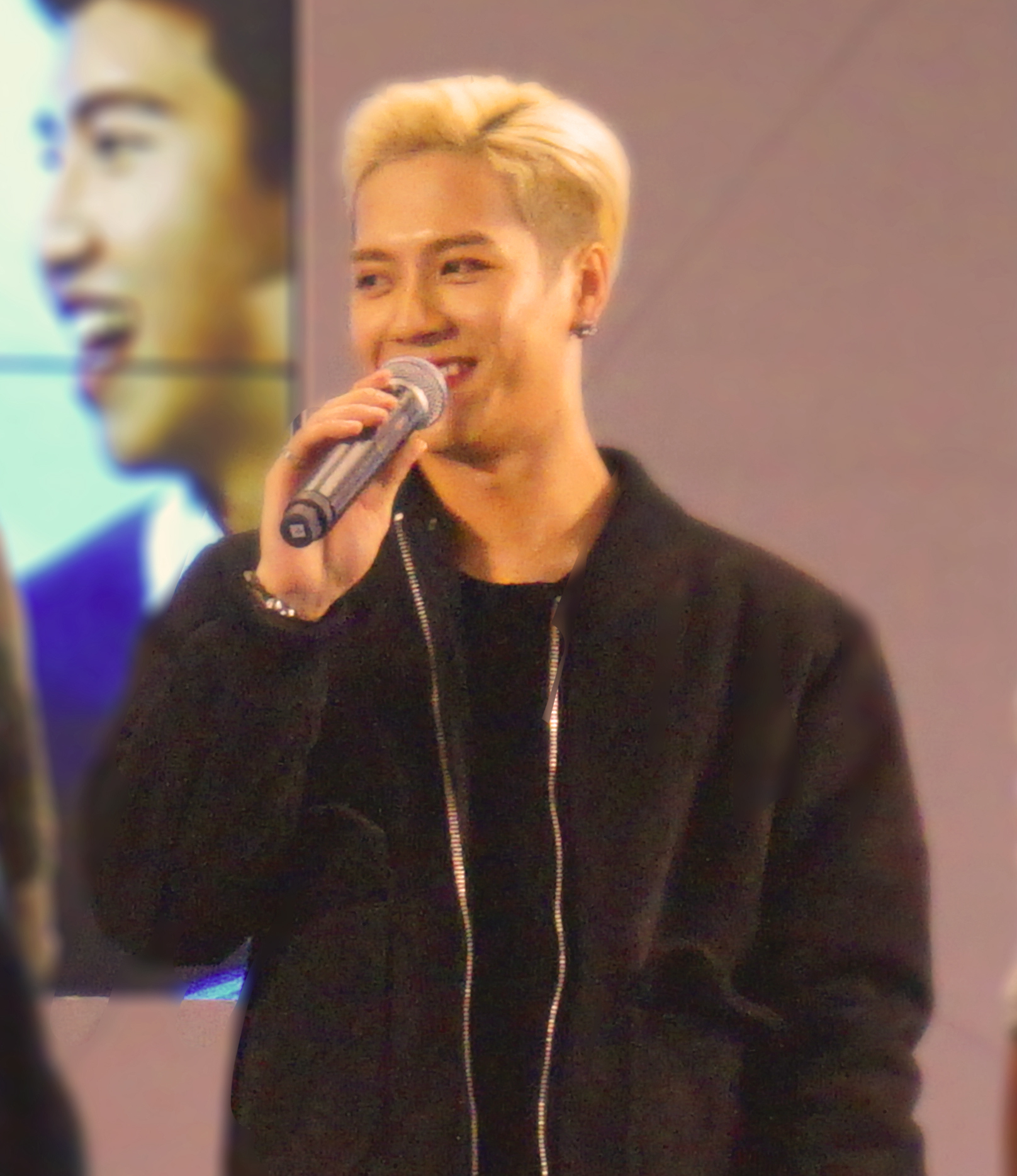
Jackson Wang dei Got7 durante un evento a Hong Kong.

Inserire membri cinesi nei gruppi K-pop è uno dei modi con cui le agenzie rendono il genere più appetibile e vendibile in Cina. Altre strategie includono assegnare ai membri coreani dei nomi dal suono cinese, pubblicare canzoni o album in lingua cinese o creare sottogruppi con membri che parlano prevalentemente mandarino.
I metodi dell'industria K-pop per produrre gli idol hanno influenzato le pratiche delle compagnie d'intrattenimento cinesi che, desiderando replicarne il successo con i propri artisti per competere meglio a livello globale, hanno assunto esperti di K-pop. Il reality show cinese Idol Producer ha ulteriormente evidenziato l'impatto del K-pop in Cina, rispecchiando fedelmente il coreano Produce 101. Negli anni le compagnie coreane hanno iniziato a concedere più libertà di lavorare da solisti in Cina ai propri idol cinesi. Jackson Wang dei Got7, ad esempio, ha pubblicato numerose canzoni in Cina e, nel 2017, è arrivato in prima posizione nelle classifiche cinesi.
L'ascesa del K-pop ha generato anche un aumento nel numero di turisti provenienti dalla Cina in Corea del Sud: 3,8 milioni di cinesi in più del 2015 visitarono la penisola nel 2016 secondo l'Unione delle associazioni internazionali. Il K-pop ha fatto sì che i giovani cinesi considerassero "cool" la cultura sudcoreana, e ha aiutato a facilitare una maggiore comprensione tra Corea e Cina.

### Taiwan
I taiwanesi hanno sviluppato sentimenti negativi verso la Corea del Sud quando nel 1992 il governo sudcoreano ha interrotto le relazioni diplomatiche con Taiwan per intraprenderne altre con la Cina continentale. Nei primi anni 2000, tuttavia, la hallyu ha contribuito a ricostruire l'immagine della Corea presso i taiwanesi, e molti di essi hanno dichiarato che la musica popolare coreana e i drama hanno aiutato a promuovere un rinnovato interesse e rapporti più sani con la Corea del Sud.

### Corea del Nord
Nonostante il tradizionale e rigido isolazionismo della Corea del Nord, il K-pop è riuscito a raggiungere il pubblico nordcoreano. Sebbene il consumo di contenuti ludici sudcoreani sia punibile con la morte, questi sono diventati sempre più disponibili con l'ascesa globale della tecnologia e la creazione di una rete di contrabbando sotterranea. Inizialmente le canzoni K-pop e i drama coreani venivano masterizzati su DVD, ma le forze dell'ordine avevano trovato il modo di catturare chi li visualizzava, perciò poche persone avevano accesso ai contenuti, considerando il rischio troppo grande. La diffusione nelle case si ebbe con l'avvento e la proliferazione delle chiavette USB e delle SD card, distribuite e vendute sul mercato nero. Alcuni filantropi sudcoreani hanno impiegato droni e aerostati per trasportare i dispositivi, e l'accesso alle unità USB e alle schede SD è aumentato esponenzialmente dal 26% all'81% nel periodo 2010-2014. Gli abitanti della zona di confine che avevano scelto di tenersi lontani dai contenuti banditi spesso non hanno potuto evitare di esservi esposti comunque, perché, a partire dagli anni Cinquanta, entrambi i Paesi hanno effettuato operazioni di propaganda attraverso la DMZ, con la Corea del Sud che ha trasmesso, oltre ai notiziari locali e mondiali, anche canzoni K-pop.
La diffusione del K-pop e dei media coreani è stata cruciale nel presentare la realtà della Corea del Nord ai suoi abitanti, suscitando disordini tra cittadini ed élite riguardo alle disparità delle condizioni di vita all'interno e all'esterno del Paese, tuttavia pochi esperti hanno ritenuto possibile sradicare un regime totalitario grazie alle culture sperimentate attraverso K-pop e serie televisive.
Il leader nordcoreano Kim Jong-un ha mostrato di gradire il K-pop. Nel 2018, Kim ha affermato di essere rimasto "profondamente commosso" dal concerto tenuto a Pyongyang da 150 artisti coreani, la prima esibizione di musicisti sudcoreani alla presenza di un capo di Stato della Corea del Nord. A nessun cantante venne chiesto di modificare i testi, i passi di ballo e i costumi di scena delle canzoni, ed il gesto è stato visto come in netto contrasto con le politiche storicamente rigorose di Kim nei confronti dei media stranieri. Gli artisti sudcoreani si sono anche esibiti al fianco di artisti nordcoreani durante la settimana successiva. Le registrazioni di entrambe le esibizioni sono state rese pubbliche in Corea del Sud, mentre nessuna notizia è pervenuta riguardo ad una diffusione in Corea del Nord.

## Asia meridionale
In Nepal, il K-pop ha ottenuto popolarità insieme ai film e alle serie televisive coreane. È diventato un genere influente nell'industria musicale locale, e i video musicali K-pop vengono spesso usati come accompagnamento alle canzoni nepalesi su YouTube.
Nello stato indiano del Manipur, dove i separatisti hanno bandito i film di Bollywood, i consumatori si sono rivolti alla cultura popolare coreana per il proprio intrattenimento, contrabbandandola dalla vicina Birmania. Per capitalizzare la popolarità del K-pop in Manipur, molti parrucchieri hanno offerto tagli "in stile coreano" ispirandosi alle boy band coreane. Dal Manipur il genere ha iniziato a diffondersi nel Nagaland e in altri Stati del Paese, con festival e competizioni K-pop che attirano migliaia di fan.

## Sud-est asiatico

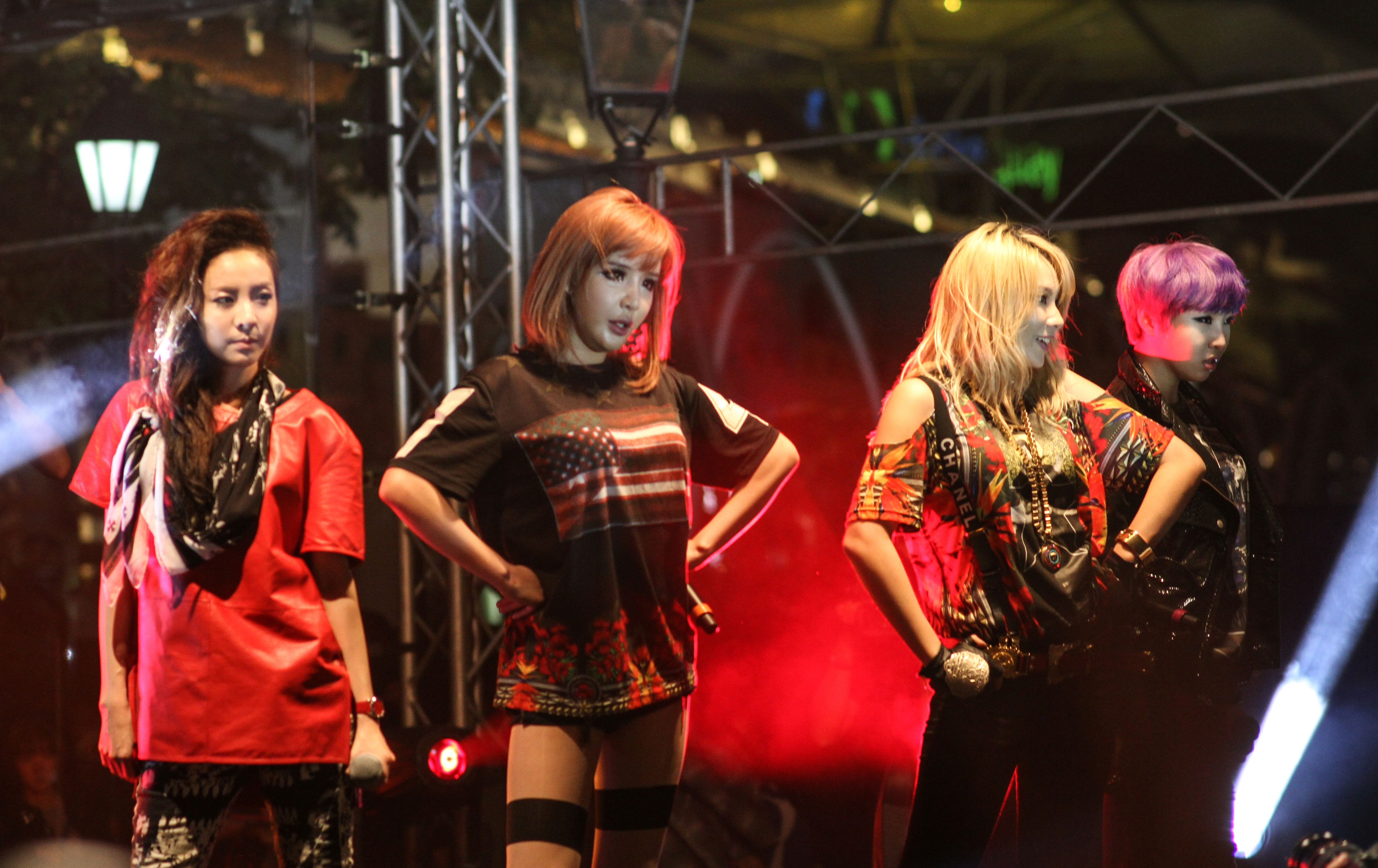
Le 2NE1 in concerto al Clarke Quay di Singapore.

A Singapore c'è una florida fan base K-pop, e gruppi come 2NE1, BTS, Girls' Generation, Got7 e Exo hanno spesso tenuto concerti nel Paese. La popolarità del K-pop, al pari di quella per i drama coreani, ha influenzato i gusti estetici dei singaporiani, per esempio per quanto riguarda il taglio di capelli. Il 5 agosto 2017 Singapore ha ospitato il decimo Music Bank World Tour, un concerto organizzato dal programma musicale sudcoreano Music Bank.
In Malaysia, molti appartenenti ai tre principali gruppi etnici (malesi, cinesi e indiani) preferiscono ascoltare musica nella propria lingua, ma il K-pop è diventato popolare e le aziende locali ne hanno tratto benefici economici. La popolarità del K-pop ha inoltre spinto alcuni politici a portare gli idol nel Paese per attrarre giovani elettori.
Il K-pop, insieme alle serie TV e ai film coreani, è entrato nella cultura popolare dell'Indonesia, specialmente tra le giovani generazioni, e il genere ha influenzato la musica indonesiana. La popolarità della cultura sudcoreana è andata aumentando sin dai primi anni 2000, cominciando con il boom della cultura dell'Asia orientale.
Il K-pop ha ottenuto popolarità nelle Filippine negli anni 2010 attraverso Internet e grazie anche a celebrità espatriate come Sandara Park.

### Thailandia
Con l'arrivo dell'onda coreana in Thailandia nei primi anni Duemila, la musica, la moda e lo stile della Corea del Sud hanno surclassarono il J-pop, presente nel Paese da più tempo. Nell'estate del 2001, la commedia romantica Yeopgijeog-in geunye fece dei record in tutta l'Asia e la ballata I Believe di Sam Lee, facente parte della colonna sonora, fu ricantata in thailandese. La febbre per la Corea esplose tra il 2005 e il 2006. Nella MTV Thailand International Top 100 Chart del 2006, otto canzoni erano coreane, passate poi a 25 e 28 nei due anni successivi: gli artisti più venduti erano i TVXQ. Seguendo i Paesi vicini, i giovani thailandesi dei centri iniziarono ad ascoltare K‐pop.
Nel 2006, la YG Entertainment ha siglato una partnership con la Bec Tero Music per promuovere e organizzare concerti nel Paese. Nel 2009, gli Shinee, le Kara e Ryan dei Paran si sono esibiti al galà d'apertura del Thailand Entertainment Expo e hanno incontrato la principessa, consegnandole regali dalla Corea. Si sono esibiti anche al concerto all'aperto organizzato per festeggiare l'amicizia tra i due Paesi, e gli Shinee hanno visitato un orfanotrofio, dove sono stati accolti da duecento fan.
Con il passare degli anni, le restrizioni alla creatività indigena da una parte e la maggiore diffusione del K-pop nella penisola hanno portato i giovani a vertere verso il genere di musica sudcoreano, adottando lo stile e il taglio di capelli degli idol.
Nel 2011, le visualizzazioni dei video K-pop su YouTube sono state complessivamente 2,3 miliardi, di cui 224 milioni provenienti dalla Thailandia, terza dopo Giappone e Stati Uniti. Nello stesso anno, la SM Entertainment e la più grande rete multimediale della Thailandia, il True Visions Group, hanno formato la SM True come punto d'appoggio per la distribuzioni degli album, l'organizzazione dei concerti, le attività promozionali in Thailandia, e per scoprire e reclutare nuovi talenti del Paese.
Artisti originari della Thailandia hanno debuttato in Corea del Sud come idol, tra cui Nichkhun dei 2PM, BamBam dei Got7 e Lisa delle Blackpink, ma lo stile e il sound del K-pop, e i metodi di preparazione degli idol, hanno influenzato anche la musica pop thailandese, e diversi cantanti di discendenza coreana sono stati inclusi in gruppi thailandesi come i K-Otic, le Rose Quartz e i 316 Three One Six.
Nel 2018, la Thailandia è stata inclusa tra i Paesi ospitanti la convention Kcon.

### Vietnam
Il K-pop e la cultura sudcoreana hanno preso piede in Vietnam specialmente grazie ai giovani. Nel 2015, la capitale Hanoi ha ospitato il Music Bank World Tour. Nel 2018, V Live e la RBW Entertainment Vietnam hanno lanciato dei mini-concerti mensili chiamati "V Heartbeat Live", invitando ad esibirsi star sia del V-pop che del K-pop. Le compagnie di intrattenimento sudcoreane hanno investito nella ricerca di talenti in Vietnam. Nel 2018 la SM Entertainment ha annunciato un sottogruppo vietnamita del proprio gruppo NCT per promuovere il V-pop a livello globale, lanciando le sue prime audizioni a Hanoi e Ho Chi Minh. Anche la Cube Entertainment ha tenuto una sessione di provini nel 2018, mentre la Big Hit Entertainment ha avviato una joint venture con la collega CJ E&M per aprire delle audizioni in Vietnam nel 2019.

## Nordamerica
Dopo aver tenuto alcuni concerti negli Stati Uniti nei primi anni 2010, gli artisti K-pop fecero breccia in Nordamerica nel 2012. All'inizio dell'anno, le Girls' Generation eseguirono la versione inglese di The Boys al Late Show with David Letterman e a Live! with Kelly, diventando le prime artiste coreane ad apparire sulla televisione nazionale statunitense, mentre il 13 novembre la cantante americana Madonna e i suoi ballerini ballarono Gangnam Style insieme a Psy durante un concerto al Madison Square Garden di New York. Il 29 gennaio 2013, Billboard lanciò Billboard K-Town, una rubrica online che si occupa di notizie, artisti, concerti e andamenti nelle classifiche dei musicisti K-pop.
Nel 2015, Mnet organizzò per la prima volta l'annuale festival KCON a Los Angeles; inoltre l'Agenzia delle Entrate sudcoreana comunicò che il 2014 era stato l'anno con il maggior numero di concerti in Nordamerica, e che le attività all'estero avevano generato un aumento del reddito dei cantanti K-pop del 72%. A giugno Apple Music creò le prime playlist esclusivamente di genere K-pop.
Il K-pop fu introdotto stabilmente nel mercato musicale statunitense dai BTS nel 2017. Nel 2018, un'analisi dei dati di vendita di Nielsen realizzata da Billboard su diciassette artisti K-pop entrati nelle proprie classifiche nei dieci anni precedenti stimò che le vendite e gli streaming fossero aumentati del 100% ogni anno nei quattro anni precedenti, con un incremento del 166% tra il 2017 e il 2018. Nell'aprile 2019 Tumblr aprì un dominio dedicato interamente al K-pop, kpop.tumblr.com, mentre a luglio gli MTV Video Music Awards lanciarono la categoria Miglior video K-pop.

## America Latina
Molti gruppi idol hanno fan base leali in America Latina. Dal 2009 al 2012 in Cile e in Perù si sono formati circa 260 fanclub con, rispettivamente, 20.000 e 8.000 membri attivi. Ad aprile 2012, Caracol TV e Arirang TV trasmisero un reality show K-pop contemporaneamente in Colombia. A settembre, Kim Jun-su fu il primo solista ad esibirsi in Brasile e in Messico, e il secondo coreano dopo le Wonder Girls a Monterrey nel 2009, con concerti che fecero il tutto esaurito con largo anticipo. Nel gennaio 2014, Kim Hyung-jun fu il primo idol K-pop ad esibirsi in Bolivia, e tenne concerti anche in Cile e Perù.

### Messico

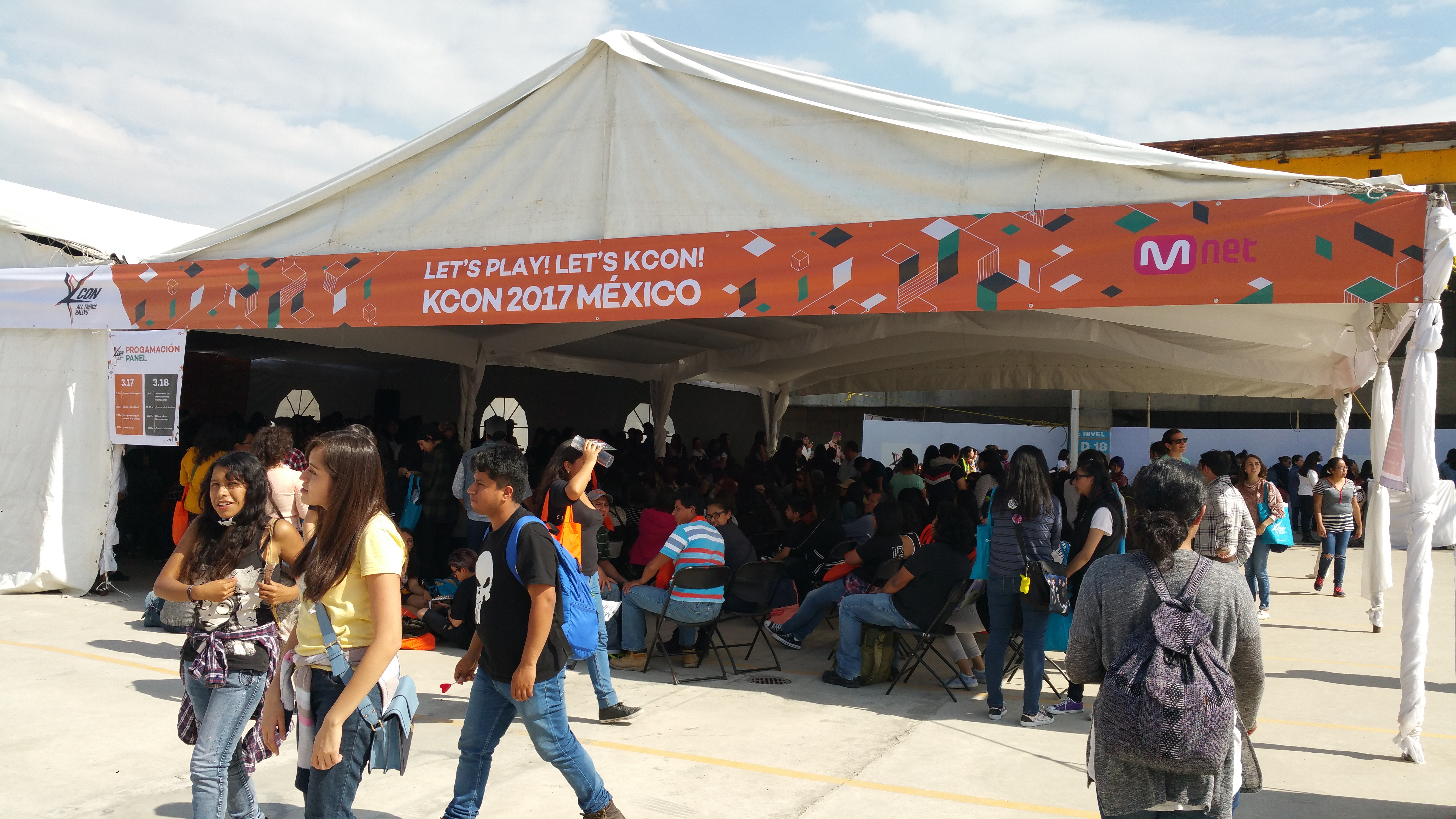
Stand del KCON in Messico del 2017.

I media coreani in Messico iniziarono a sperimentare un'ascesa nel 2002, dopo il ritorno del governatore Arturo Montiel Rojas dalla Corea del Sud con prodotti d'intrattenimento. I drama esposero il pubblico al K-pop, con gli spettatori che andavano a cercare le colonne sonore delle serie trasmesse. L'arrivo del K-pop in Messico è stato attribuito anche all'influenza dei media giapponesi nel Paese e all'introduzione del gioco Pump It Up: la convention La Mole cominciò a vendere musica e prodotti giapponesi per poi espandersi al K-pop, mentre Pump It Up, mescolando gioco e musica, ha presentato ai giovani messicani i videogiochi sudcoreani e generato un interesse verso il pop della penisola. Nel 2012 si contavano 70 fan club K-pop in Messico, con almeno 60.000 membri complessivi. La KOFICE (Korea Foundation for International Cultural Exchange) e il Centro Culturale Coreano di Città del Messico hanno lavorato spesso in congiunzione con i fan club più grandi: MexiCorea e Hallyu Mexican Lovers sono sostenuti dalla prima, mentre HallyuMx ha lavorato insieme al Centro Culturale Coreano e all'ambasciata coreana in Messico.
Nel 2017 il Paese fu il primo Stato dell'America Latina ad ospitare il KCON: la convention, che durò due giorni, fu frequentata da più di 33.000 persone.

## Europa

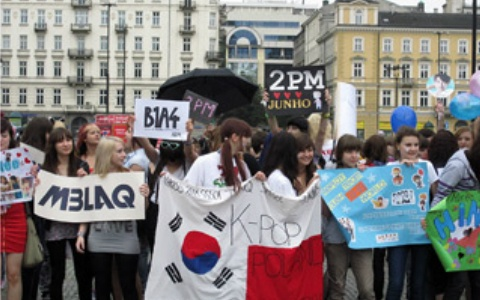
Fan del K-pop in Polonia.

Nel 2011, Rain diventò il primo artista K-pop ad esibirsi in Germania, durante il Festival musicale di Dresda, mentre i Big Bang vinsero il premio Best Worldwide Act durante gli MTV EMAs in Irlanda del Nord. Quello stesso anno la SM Entertainment organizzò un concerto a Parigi, attirando l'attenzione dei media quando i fan europei protestarono davanti al Louvre per avere più biglietti, portando ad un'estensione del tour.
Nel 2012 il Music Bank World Tour catalizzò oltre 10.000 fan al Palais Omnisports de Paris-Bercy; artisti come i Beast e le 4Minute si esibirono durante lo United Cube Concert a Londra, dove si tenne inoltre l'MBC Culture Festival. Quando gli Shinee atterrarono all'Aeroporto di Heathrow per un concerto all'Odeon West End, una parte della struttura venne temporaneamente invasa da fan frenetici. Il sistema di prenotazioni del cinema smise per la prima volta di funzionare un minuto dopo la messa in vendita dei biglietti, giacché il concerto aveva causato una risposta particolarmente ampia. Gli Shinee tennero anche un'esibizione da mezz'ora all'Abbey Road Studio: la domanda per i biglietti fu tanto alta che la rivista di moda Elle ne regalò 40 tramite una lotteria. Sempre nel 2012, i Big Bang vinsero il premio Best Fan ai TRL Awards italiani.
Nel 2019 i BTS furono il primo artista asiatico ad esibirsi al Wembley Stadium, facendo il tutto esaurito ed esibendosi, nell'arco di due serate, per oltre 114.000 fan provenienti, oltre che dal Regno Unito, da Italia, Spagna, Portogallo, Germania e Lituania.

### Russia
Il K-pop ha sperimentato un'ascesa di popolarità anche in Russia. Nel settembre 2011, 57 gruppi di ballo presero parte al K-pop Cover Dance Festival, il cui secondo round fu giudicato dagli Shinee, che si esibirono davanti ai fan. L'anno seguente dei giovani russi lanciarono la rivista di cultura coreana K-Plus, e venne riferito che il numero di fan russi del genere ammontava a 50.000 persone.
Nel febbraio 2014, Park Jung-min fu il primo artista coreano a tenere un concerto solista a Mosca. Power degli Exo e Fake Love dei BTS vennero suonate durante la finale del campionato mondiale di calcio 2018, mentre l'8 dicembre su MTV Russia fu lanciato il programma MTCamp con lo scopo di creare un quintetto in stile K-pop.

## Medio Oriente
Il K-pop è diventato popolare in Medio Oriente negli anni 2010, in particolare tra i più giovani. Il genere è approdato sia in Israele che in Palestina sulla scia dei drama coreani, che avevano iniziato a essere trasmessi nella regione a fine anni 2000. Nel luglio 2011 i fan israeliani incontrarono l'ambasciatore coreano in Israele, Ma Young-sam, e si diressero a Parigi per l'SMTown Live '10 World Tour in Europe. Secondo il dottor Nissim Atmazgin, professore di Studi sull'Estremo Oriente all'Università Ebraica di Gerusalemme, molti giovani vedono il genere come qualcosa che li fa distinguere dalla massa. Nel 2012 c'erano oltre 5.000 fan di K-pop in Israele e 3.000 nei territori palestinesi. Alcuni fan devoti dei due Paesi, considerandosi "missionari culturali", hanno fatto conoscere il K-pop ad amici e parenti, diffondendo ulteriormente la hallyu nelle loro comunità.
Nel 2012, i fan in Turchia hanno superato le 100.000 unità, raggiungendo le 150.000 l'anno successivo. Nel 2011 centinaia di fan si sono presentati al teatro della biblioteca di Maadi al Cairo per l'ultimo round del K-pop Korean Song Festival organizzato dall'ambasciata coreana.
Nel gennaio 2018, Power degli Exo è stata la prima canzone K-pop ad essere trasmessa durante il Dubai Fountain Show. Nel 2019, i Super Junior e gli Stray Kids sono stati i primi artisti coreani ad esibirsi in Arabia Saudita durante il Jeddah Season Festival, mentre i BTS i primi stranieri a tenere un concerto solista in uno stadio del Paese.

## Oceania
La popolarità del K-pop in Oceania ha portato alla creazione di numerosi gruppi di ballo che eseguono cover e insegnano le coreografie. Alla competizione del K-pop World Festival, la AO Crew ha rappresentato l'Australia tre volte (2013, 2014 e 2016); un altro gruppo di cover, IMI Dance, ha aperto il RapBeat Show nel 2017. Diverse scuole di danza hanno cominciato a fornire lezioni di coreografie K-pop.
Dall'Oceania ha avuto origine un certo numero di idol K-pop coreano-australiani e coreano-neozelandesi, come Kevin Kim degli ZE:A, Peter Hyun degli One Way, Rome dei C-Clown, Bang Chan e Felix degli Stray Kids, Hayana delle EvoL, Hanbyul delle LEDapple e Rosé delle Blackpink.
Nel 2011 il K-pop Music Festival fu tenuto all'ANZ Stadium di Sydney, inoltre provennero numerose richieste di concerti dalla Nuova Zelanda. Nel 2012 i NU'EST visitarono l'Università del Nuovo Galles del Sud come giudici di un concorso K-pop; Psy inoltre andò in tour in Australia dopo che Gangnam Style raggiunse la prima posizione nella classifica ARIA dei singoli. Nel maggio 2016, i B.A.P divennero il primo gruppo K-pop ad esibirsi in Nuova Zelanda, con un concerto a Auckland.
La convention KCON fece tappa per la prima volta in Australia nel settembre 2017.